# Митро-Аюповский сельсовет
Митро-Аюповский сельсовет — упразднённый сельсовет в составе Чекмагушевского района. Название — по административному центру Митро-Аюповское (сейчас — в Юмашевском сельсовете). Создан в 1989 году, упразднён в 2004 году.

## История
Указ Президиума ВС Башкирской АССР от 31 октября 1989 года N 6-2/362 «Об образовании Митро-Аюповского сельсовета в Чекмагушевском районе» гласил:

Президиум Верховного Совета Башкирской АССР постановляет:
1. Образовать в Чекмагушевском районе Митро-Аюповский сельсовет с административным центром в селе Митро-Аюповское.
2. Включить в состав Митро-Аюповского сельсовета населенные пункты: села Митро-Аюповское, Старопучкаково, Староузмяшево, деревню Макаровка, исключив их из Юмашевского сельсовета.
Председатель Президиума Верховного Совета Башкирской АССР Ф. Султанов
— 
Закон Республики Башкортостан «Об изменениях в административно-территориальном устройстве Республики Башкортостан, изменениях границ и преобразованиях муниципальных образований в Республике Башкортостан», ст. 1, п. 127 гласил:

Объединить Юмашевский и Митро-Аюповский сельсоветы Чекмагушевского района с сохранением наименования Юмашевский сельсовет с административным центром в селе Юмашево, исключив Митро-Аюповский сельсовет из учетных данных.
— 